# Prorachia
Prorachia är ett släkte av fjärilar. Prorachia ingår i familjen nattflyn.
Kladogram enligt Catalogue of Life:
| Prorachia | \| \| Prorachia daria \| \| \| \| \| \| Prorachia dariella \| \| \| \| \| \| Prorachia darioides \| \| \| \| |
|           | \| \| Prorachia daria \| \| \| \| \| \| Prorachia dariella \| \| \| \| \| \| Prorachia darioides \| \| \| \| |
|           | Prorachia daria                                                                                              |
|           | |
|           | Prorachia dariella                                                                                           |
|           | |
|           | Prorachia darioides                                                                                          |
|           | |